# Rogiera ligustroides
Rogiera ligustroides là một loài thực vật có hoa trong họ Thiến thảo. Loài này được (Hemsl.) Borhidi miêu tả khoa học đầu tiên năm 1982.